# Logika wielowartościowa
Logika wielowartościowa – rodzaj rachunku zdań, w którym przyjmuje się więcej niż dwie wartości logiczne.
Tradycyjny rachunek zdań jest dwuwartościowy – są w nim możliwe tylko dwie wartości logiczne – prawda albo fałsz (co odpowiada podstawowej intuicji związanej z prawdziwością wypowiedzi). Jednakże klasyczna dwuwartościowość jest tylko jedną z możliwości zakresu wartości logicznych. Możliwe są logiki, w których istnieją inne wartości logiczne, lub nawet takie, w których występują więcej niż dwie wartości.
W klasycznym ujęciu logiki zdanie może przyjmować alternatywnie jedną z dwóch wartości – „prawda” albo „fałsz”. Jeżeli zdanie nie posiada jednej z tych właściwości, to automatycznie posiada drugą. Jest to treścią prawa wyłączonego środka.
Należy zauważyć, że istotą rachunku zdań są takie przekształcenia zdań, które zachowują dla nich pewne własności. W klasycznej logice taką własnością jest „prawda”. W poprawnym rozumowaniu zdanie ostatecznie otrzymane na drodze przekształceń zdania prawdziwego, zachowujących prawdziwość, także jest prawdziwe.
Jednak „prawdziwość” może być zastąpiona inną ideą. Na przykład w logice intuicjonistycznej jest nią „uzasadnienie”. Zdanie może wtedy posiadać jedną z dwóch cech: może być „uzasadnione”, bądź nie. Istotną różnicą między „prawdą” a „uzasadnieniem” jest to, że dla tego ostatniego nie zachodzi prawo wyłączonego środka: zdanie, które nie jest nieuzasadnione, niekoniecznie musi być uzasadnione. W takim przypadku jedynie nie zostało udowodnione jego uzasadnienie. Oznacza to, że można udowodnić, że P jest uzasadnione, że P nie jest uzasadnione bądź nie można dowieść żadnego z powyższych. Poprawne rozumowanie zachowuje uzasadnienie zdań, więc zdanie wywiedzione z uzasadnionego zdania jest wciąż uzasadnione. Jednak istnieją dowody, które wymagają zastosowania prawa wyłączonego środka – w takim przypadku istnieją zdania, które nie mogą być uzasadnione.
Logikę rozmytą po raz pierwszy przedstawił Lotfi Zadeh jako formalizację niepewności, to jest zjawiska występowania obiektów, wobec których pewne określenia stosują się tylko w pewnym stopniu.

## Historia
Pierwszym logikiem, który nie w pełni zgadzał się z prawem wyłączonego środka, był Arystoteles (De Interpretatione, ch. IX), jednak nie wyprowadził on pełnego, wielowartościowego systemu logicznego. Prawo to było w pełni akceptowane przez stoików (może ono pochodzić od jednego z nich). Późniejsi logicy, aż do lat dwudziestych dwudziestego wieku, podążali za Arystotelesem, nie rozważając jednak prawa wyłączonego środka. Nieco inaczej sytuacja prezentowała się w indyjskich systemach filozoficznych, np. Nagardżuna (II w n.e.) przedstawił dwuwartościową logikę czterech alternatyw, na bazie której opracował system filozoficzny Środkowej Ścieżki (madhjamaka).
W wieku dwudziestym idea logiki wielowartościowej powróciła. Polski logik i filozof Jan Łukasiewicz tworzył wielowartościowe systemy logiczne od 1920 roku, używając jako trzeciej wartości logicznej – „możliwe”. W tym samym czasie amerykański matematyk Emil Post także sformułował ideę dodatkowych wartości logicznych. Kurt Gödel w 1932 pokazał, że logika intuicjonistyczna nie jest logiką o skończonej liczbie wartości logicznych i sformułował logikę Gödla, leżącą pomiędzy logiką klasyczną a intuicjonistyczną. Logiki o tej własności nazywane są logikami pośrednimi.